# 嘉子内親王
嘉子内親王（かし（よしこ）ないしんのう、生薨年不詳）は、平安時代後期の皇族。小一条院敦明親王王女（三条天皇の皇孫）。伊勢斎宮。
永承元年（1046年）3月10日、前年の後冷泉天皇の即位により斎宮に卜定される。同2年（1047年）9月14日、野宮に入る。同3年（1048年）9月8日、伊勢に群行（長奉送使は侍従中納言藤原信長）。『大神宮諸雑事記』には、この群行の途上で馬や犬が相次いで死ぬなどの事故（触穢）や事件が多発したとある。永承6年（1051年）正月、父小一条院の薨去により退下。以後の消息は不明。